# Louis Dein
Louis Théodore Anne Joseph Dein, né le 28 mars 1819 à Lesneven et mort le 8 juin 1886 à La Flèche (Sarthe) est un homme politique français, député du Finistère sous le Second Empire.

## Biographie
Fils de Paul Louis Marie Dein maréchal de Camp, baron d'Empire et de Louise Marguerite Jeanne de Carné de Carnavalet (ou de Carné-Carnavalet).
Louis Dein épousa le 27 janvier 1845 à la mairie de Brest et le 28 à l'église Thérèse-Françoise-Sylvie de Flotte (fille de Bonaventure de Flotte, officier de marine et de Louise-Sylvie de Boulainvilliers de Croÿ).
Louis Dein est chevalier de la Légion d'honneur. Dans les années 1840, il se fixa à la campagne, à Plounevez Lochrist où il s'occupa d'agriculture. Conseiller général du Finistère à partir de 1852, il devient maire de Plounevez-Lochrist en 1854. À la mort de sa mère en 1859, le château de Maillé (commune de Plounevez-Lochrist) qu'il habitait avec elle, échoit à son frère. Il part donc s'installer dans le canton de Janzé (Ille-et-Vilaine) dont il devient juge de paix, tout en restant conseiller général du Finistère. De 1863 à 1870, il fut candidat officiel pour le Finistère. Au corps Législatif, il appartient aux plus fidèles partisans de l'Empereur même s'il fait partie des "84". Il participe à de nombreuses commissions d'intérêt local, mais ne se met pas en avant en prononçant de grand discours. Il est réélu en 1869 dans la cinquième circonscription du Finistère avec le soutien du gouvernement. En 1870, il est élu membre de la commission du contingent. À la chute de l'Empire, il se retire de la politique et s'installe dans la Sarthe.